# Mozafaradim Xá Cajar
Mozafar Adim Xá Cajar, (em persa: Mozafar Ŝāhe Qājār, Muẓaffari’d-Dīn Shāh Qājār; 23 de março de 1853 - 3 de janeiro de 1907) foi o quinto Xá Cajar da Pérsia (Império Cajar). Reinou entre os anos de 1896 e 1907. Muitas vezes é creditada a ele a criação da Constituição Persa de 1906, que aprovou como uma de suas ações finais como Xá.

## Biografia

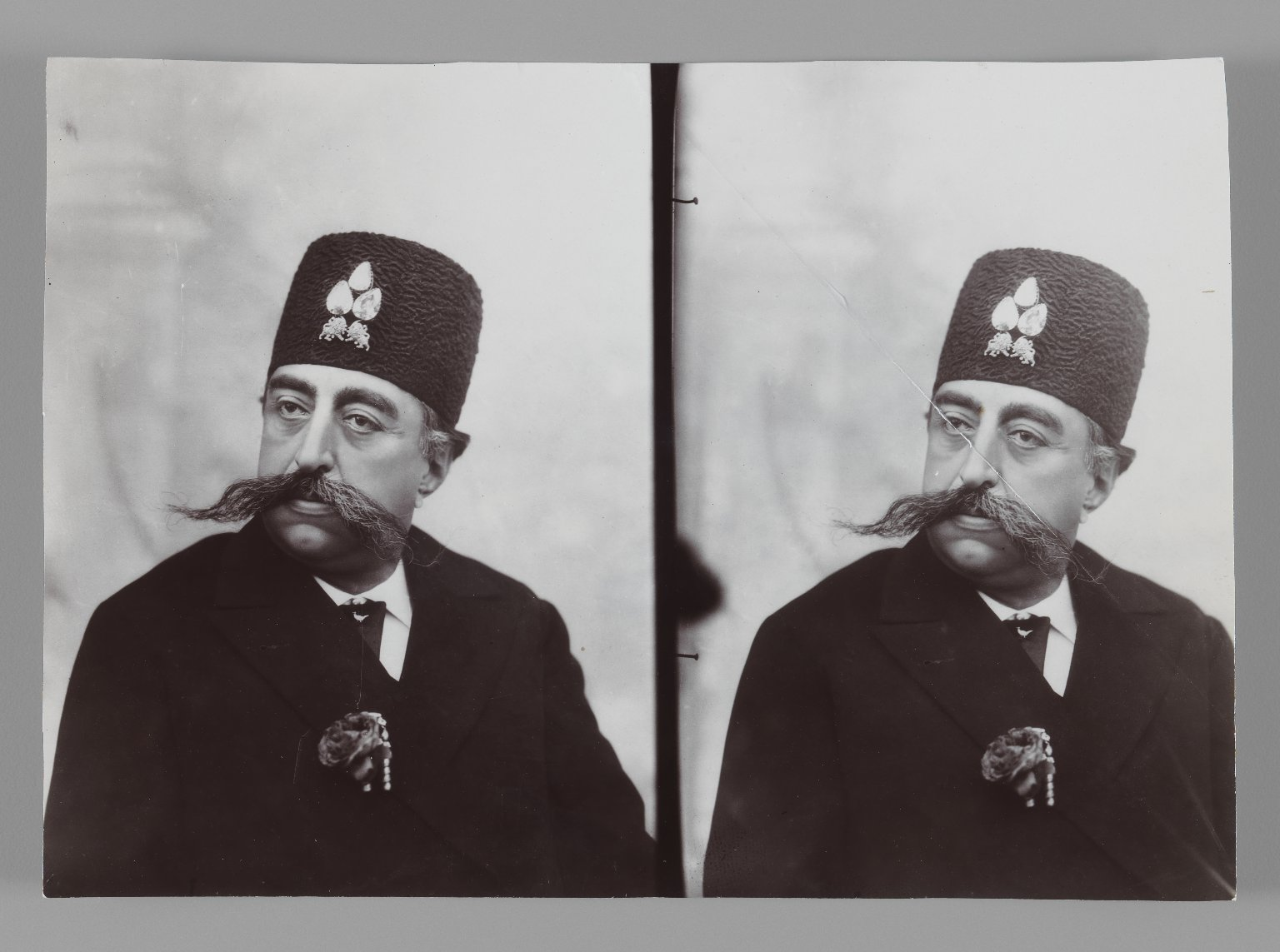
Um retrato duplo de Mozafar Adim, uma das 274 fotografias antigas. Brooklyn Museum

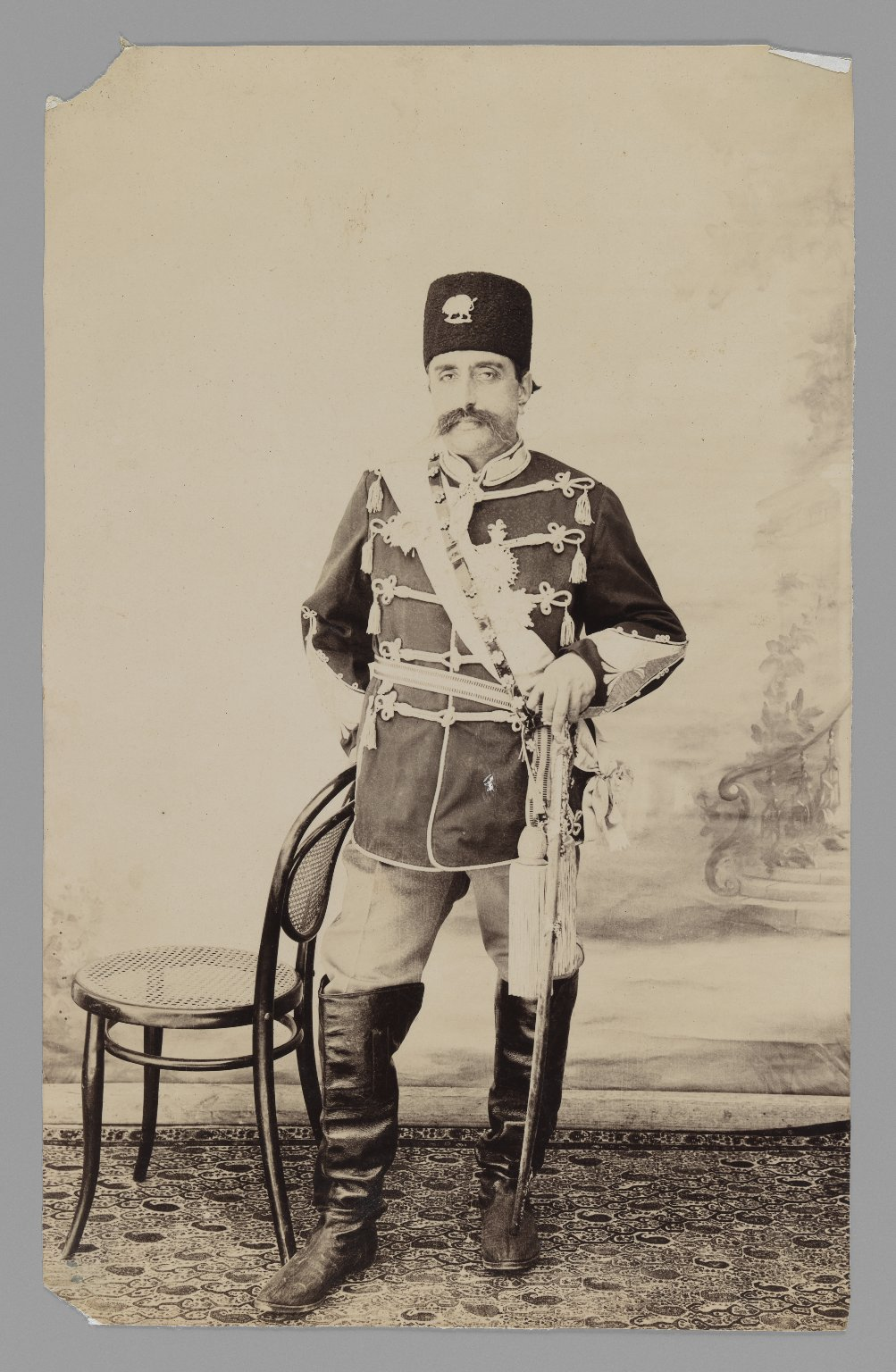
Retrato de corpo inteiro de Mozafar Adim, uma das 274 fotografias antigas - Museu Antoin Sevruguin do Brooklyn Brooklyn Museum.

Filho do governante Naceradim Xá Cajar, Mozafar Adim foi nomeado príncipe herdeiro e enviado como governador à província do norte do Azerbaijão em 1861. Ele passou seus 35 anos como príncipe herdeiro em busca de prazer; suas relações com o pai eram frequentemente tensas e ele não era consultado em questões importantes de Estado. Portanto, quando ele ascendeu ao trono em maio de 1896, ele não estava preparado para os fardos do cargo.
Com a ascensão de Mozafar Adim, a Pérsia (Império Cajar) enfrentou uma crise financeira, com despesas governamentais anuais muito superiores às receitas devido às políticas de seu pai. Durante seu reinado, Mozafar Adim tentou algumas reformas do tesouro central; no entanto, a dívida anterior contraída pela corte Qajar, devida à Inglaterra e à Rússia, minou significativamente esse esforço. Ele aumentou sua dívida ao tomar emprestado ainda mais fundos da Grã-Bretanha, França e Rússia. A receita desses empréstimos posteriores foi usada para pagar empréstimos anteriores, em vez de criar novos desenvolvimentos econômicos. Em 1908, o petróleo foi descoberto na Pérsia, mas Mozafar Adim já havia concedido William Knox D'Arcy, um súdito britânico, os direitos ao petróleo na maior parte do país em 1901.
Como seu pai, ele visitou a Europa três vezes. Durante esses períodos, incentivado por seu chanceler Amin-os-Soltan, ele pediu dinheiro emprestado a Nicolau II da Rússia para pagar suas extravagantes despesas de viagem. Durante sua primeira visita, ele foi apresentado ao "cinematógrafo" em Paris, França. Apaixonando-se imediatamente pela tela prateada, o Xá mandou seu fotógrafo pessoal adquirir todo o equipamento e conhecimento necessários para trazer o filme para a Pérsia, dando início ao cinema persa. O seguinte é um trecho traduzido do diário do Xá:
.... [Às] 21 horas fomos à Exposição e ao Festival Hall onde passavam a cinematografia, que consiste em imagens fixas e em movimento. Depois fomos para o prédio Illusion .... Neste Hall eles estavam exibindo o cinematógrafo. Eles ergueram uma tela muito grande no centro do Salão, desligaram todas as luzes elétricas e projetaram a imagem da cinematografia naquela tela grande. Foi muito interessante assistir. Entre as fotos estavam africanos e árabes viajando com camelos no deserto africano, o que foi muito interessante. Outras fotos foram da Exposição, da rua em movimento, do Rio Sena e de navios cruzando o rio, pessoas nadando e brincando na água e muitas outras que foram muito interessantes.
Além disso, a fim de administrar os custos do estado e seu estilo de vida pessoal extravagante, Mozafar Adim decidiu assinar muitas concessões, proporcionando aos estrangeiros o controle monopolístico de várias indústrias e mercados persas. Um exemplo é a Concessão de Petróleo D'Arcy.
Temores generalizados entre a aristocracia, elites educadas e líderes religiosos sobre as concessões e o controle estrangeiro resultaram em alguns protestos em 1906. Isso resultou na aceitação do Xá de uma sugestão de criar uma Majles (Assembleia Consultiva Nacional) em outubro de 1906, pela qual o monarca o poder foi reduzido quando ele concedeu uma constituição e um parlamento ao povo. Ele morreu de ataque cardíaco 40 dias após conceder esta constituição e foi enterrado no Santuário Imam Husayn em Kerbala.

## Anedotas históricas
O Xá visitou o Reino Unido em agosto de 1902 com a expectativa de também receber a Ordem da Jarreteira, conforme havia sido dada a seu pai, Naceradim Xá Cajar. O rei Eduardo VII recusou-se a dar esta alta honra a um não cristão. Lord Lansdowne, o Ministro das Relações Exteriores, elaborou projetos para uma nova versão da Ordem, sem a Cruz de São Jorge. O rei ficou tão furioso com a visão do projeto, porém, que o jogou para fora da vigia de seu iate. No entanto, em 1903, o rei teve que recuar e o Xá foi nomeado membro da Ordem.
 

Um sobrinho de sua esposa era Mohammed Mossadeq, o primeiro-ministro do Irã durante a dinastia Pahlavi. Mossadeq foi derrubado por um golpe de Estado realizado pelo Reino Unido e pelos Estados Unidos em 1953.